# Conspiració Wander
Conspiració Wander (títol original, Wander) és una pel·lícula de thriller canadencoestatunidenca del 2020 dirigida per April Mullen i escrita per Tim Doiron. És protagonitzada per Tommy Lee Jones, Aaron Eckhart, Katheryn Winnick, Heather Graham i Roger Dorman. La història se centra en dos teòrics de la conspiració i la seva investigació sobre un assassinat. Wander es va estrenar als Estats Units el 4 de desembre de 2020. S'ha doblat i subtitulat al català.